# Carl Johan Lovén
Carl Johan Lovén, född den 8 juni 1832 i Lund, död den 31 maj 1915 i Stockholm, var en svensk ämbetsman. Han var son till Nils Henrik Lovén.
Lovén blev student vid Lunds universitet 1849. Han avlade kansliexamen 1853 och examen till rättegångsverken 1854. Lovén blev auskultant i Skånska hovrätten sistnämnda år, extra ordinarie kanslist i Justitiestatsexpeditionen 1856 och i Kammarkollegiet 1858, ordinarie kanslist i nämnda kollegium 1870. Han var sekreterare i direktionen vid Sjömanshuset i Stockholm 1872–1905 och krigsarkivarie 1874–1897. Lovén var författare i militära och politiska ämnen. Han var medlem av Sällskapet Idun. Lovén är vilar på Brännkyrka kyrkogård.